# Trachychelifer liaoningense
Trachychelifer
Genre
Espèce
Trachychelifer liaoningense, unique représentant du genre Trachychelifer, est une espèce fossile de pseudoscorpions de la famille des Cheliferidae.

## Distribution
Cette espèce a été découverte dans de l'ambre de la formation Guchengzi au Liaoning en Chine. Elle date de l'Éocène,.

## Étymologie
Son nom d'espèce, composé de liaoning et du suffixe latin -ense, « qui vit dans, qui habite », lui a été donné en référence au lieu de sa découverte, le Liaoning.

## Publication originale
- Hong, 1983 : Discovery of new fossil pseudoscorpionods in amber. Bulletin of the Tianjin Institute of Geology and Mineral Resources, vol. 8, p. 24-29.